# Valérie Favre
Pour les articles homonymes, voir Favre.
Valérie Favre est une actrice, artiste peintre, et universitaire suisse, née le 18 août 1959 à Evilard. Elle vit et travaille à Berlin et Neuchâtel.

## Biographie
Fille d'un industriel et d'une bibliothécaire, Valérie Favre naît à Evilard, dans le Jura bernois ; elle grandit à Hauterive, dans le canton de Neuchâtel. Là, elle poursuit une première formation artistique à l'académie de Meuron. Elle entame ensuite des études au collège Voltaire de Genève.
Au début des années 1980, elle s'installe à Paris pour y mener une carrière d'actrice de théâtre et de cinéma. Elle se tourne de façon définitive vers la peinture au début des années 1990.
Depuis 2006, elle occupe la chaire de peinture à l'université des arts de Berlin, chaire occupée avant elle par Gerhard Richter et Georg Baselitz.

## Style
La peinture de Valérie Favre renvoie à un monde enfantin : des forêts enchantées renfermant des personnages tels que des centaures ou des elfes, et des femmes à tête d'animaux à la sexualité affirmée. On compare parfois son univers à celui de James Ensor, d'Edvard Munch ou de Max Beckmann.
Elle s'impose en tant que peintre féministe.

### Prix et récompenses
- 1994 : prix de la Fondation Irène-Reymond, Suisse
- 1996 : prix de peinture du Salon de Montrouge
- 1996 : bourse de séjour à la villa Waldberta en Bavière
- 2012 : nommée au prix Marcel-Duchamp[7] (FIAC 2012)
- 2024 : grand prix suisse d'art - Prix Meret-Oppenheim[6]

## Sélection d'œuvres
- Selfportrait after Hugo Ball, Cabaret Voltaire, Zurich (1916), IV, Huile sur toile, 146 x 89 cm, 2016-2017, Musée cantonal des Beaux-Arts de Lausanne[8].
- Crystal Palace, Huile sur toile, 170 x 390 cm, 2017, Musée cantonal des Beaux-Arts de Lausanne[9].
- Domination, un tableau en trois panneaux appartenant à la série Le Troisième Frère Grimm, 2,5 × 4,5 m, 2004, musée national d'art moderne.

## Expositions (sélection)

### Expositions individuelles
- Expositions aux FRAC de Poitou-Charentes en 1992, d'Île-de-France en 1996 et 1998, d'Auvergne en 1998, et à la Fnac de 1993
- 1988 : L'Usine éphémère de Paris
- 1994 : Centre d'art contemporain de Basse-Normandie
- 1996 : Art Basel
- 1997 : 
  - Crédac d'Ivry
  - Centre culturel suisse de Paris[10]
- 1998 : Kunsthaus de Dresde
- 1999 : « Les Sœurs malades », Kunsthalle de Luckenwalde, Institut français de Berlin, FRAC Auvergne, Écuries de Chazerat, Clermont-Ferrand
- 2000 : Festspielhaus de Dresde
- 2001 : « Espale » au Mans, au musée de Picardie à Amiens, puis au Centro del Arte de Salamaque (2003) et au Westfälischer Kunstvergin à Münster (2004)
- 2006 : « The Thirth Brother Grimm », à Haus am Waldsee (Allemagne)
- 2009 : « Visions »[11], Carré d'art de Nîmes
- 2010 : « Y’a un truc qui masque l’horizon », galerie Jocelyn Wolff, Paris
- 2011 : « The art of watching birds », galerie Barbara Thumm, Berlin
- 2012 : « Fragments », galerie Jocelyn Wolff, Paris
- 2013 : « Selbstmord (suicide) », Neuer Berliner Kunstverein, Berlin
- 2015 : « La première nuit du monde », musée d'art moderne et contemporain, Strasbourg
- 2018: « Valérie Favre », musée d'art et d'histoire, Neuchâtel
- 2018: « Le désir d’éternité, un arrangement », Neue Gladbeck Galerie

### Expositions collectives
- « Les Sept Péchés capitaux », centre Georges Pompidou, Paris
- 1997 : « Transit », École nationale supérieure des beaux-arts (Ensba) de Paris
- 1999 : « France, une nouvelle génération », Sintra
- 2001 : « Malkunst », Milan
- 2004 : « Made in Berlin », Berlin
- 2005 : « La Nouvelle peinture allemande », Carré d'art de Nîmes
- 2009 : « Elle@Pompidou », centre Georges Pompidou, Paris
- 2014 : « Donation Daniel et Florence Guerlain », centre Georges Pompidou, Paris
- 2019: « Ausstellung zu 100 Jahre Frauenwahlrecht », Deutscher Bundestag, Berlin[12]

## Publications

### Écrits
- Valérie Favre, « Que lisez-vous ? » : « Fragments », revue L'Atelier contemporain, no 2, printemps 2014

### Catalogues d'exposition
- 2020 : Valérie Hashimoto, David Khalat, Christian Rümelin, Silvia Schmid, Laurence Schmidlin et Bernard Vienat, La Métamorphose de l'art imprimé, Vienne (Autriche), Verlag für moderne Kunst, 65 p. (ISBN 9783903320444)
- 2018 : Gerd Weggel (dir.), Valérie Favre : "Le désir d'éternité, un arrangement", Gladbeck, Verlag Neue Galerie Gladbeck, 93 p.
- 2017 : Thomas Facchinetti et Antonia Nessi, Valérie Favre, Neuchâtel, Zürich, Musée d'art et d'histoire, Scheidegger & Spiess, 342 p. (ISBN 9783858815576)
- 2015 : Musée d'Art moderne et contemporain de Strasbourg, Valérie Favre : la première nuit du monde, Strasbourg, édition des musées de Strasbourg, 203 p.[13]
- 2014 : Donation Florence et Daniel Guerlain : dessins contemporains, Paris, Centre Pompidou, 2013 (ISBN 9782844266255)[14]
- 2009 : Valérie Favre : Visions, Ostfildern, Hatje Cantz, 203 p. (ISBN 9782351251393)[15]
- 2006 : Katja Blomberg et Haus am Waldsee, Valérie Favre : der dritte Bruder Grimm, Berlin, Frankfurt, Haus am Waldsee, Revolver, Archiv für Aktuelle Kunst, 58 p. (ISBN 3865883222)[16]
- 2004 : Westfälischer Kunstverein, Valérie Favre : mise en scène, Nürnberg, Verlag für moderne Kunst, 141 p. (ISBN 3936711259)[17]
- 2003 : Valérie Favre, forêts, Amiens, musée de Picardie, 79 p. (ISBN 9782908095302)[18]
- 2001 : L'espal, Valérie Favre : Sophie et Patrick, Le Mans, Ville du Mans, 96 p.[19]
- 1994 : Valérie Favre range ta chambre, Hérouville Saint-Clair, Centre d'art contemporain de Basse-Normandie, 78 p. (ISBN 9782909127033)[20]

## Filmographie
Sauf indication contraire, les informations mentionnées dans cette section peuvent être confirmées par la base de données cinématographiques IMDb,  présente dans la section « Liens externes ».
- 1983 : Les Cinq Dernières Minutes (série TV) : À Bout de course, téléfilm de Claude Loursais : Agathe
- 1984 : Campo Europa de Pierre Maillard : Anna
- 1988 : Little Babylone (court métrage) d'Yvan Lagrange
- 1988 : La Méduse (court métrage) d'Yvan Lagrange

### Presse
- 2024 : « Une Neuchâteloise remporte le Grand Prix suisse d’art 2024 », sur RTN

### Vidéo
- Valérie Favre - l'atelier A sur Arte